# Ketangkuhen
Ketangkuhen is een bestuurslaag in het regentschap Deli Serdang van de provincie Noord-Sumatra, Indonesië. Ketangkuhen telt 460 inwoners (volkstelling 2010).